# Гофман, Эрнст Август
Эрнст Август Гофман (1837—1892) — немецкий энтомолог, специализировавшийся на лепидоптерологии. Был хранителем Музея естественной истории в Штутгарте. В 1869 году стал первым энтомологом, который работал на полную ставку в государственном учреждении. Наиболее известен как автор двух атласов бабочек: «Die Gross-Schmetterlinge Europas» (1887) и «Die Raupen der Gross-Schmetterlinge Europas» (1887). На русском языке в 1897 году был издан его «Атлас бабочек Европы и отчасти русско-азиатских владений», обработанный и дополненный применительно к русской фауне зоологом и переводчиком Н. А. Холодковским.

## Публикации
- Die Gross-Schmetterlinge Europas (Stuttgart: Hoffmann, 1887, 1894).
- Die Raupen der Gross-Schmetterlinge Europas (Stuttgart: Hoffmann, 1893).
- Die Schmetterlinge Europas (Stuttgart: E. Schweizerbart, 1908—1910).
- The young beetle-collector’s handbook, by Dr. E. Hofmann … With an introduction, by W. Egmont Kirby … Illustrated by twenty coloured plates, comprising over 500 figures (London: S. Sonnenschein & Co., lim., 1908).
- Гофманъ Э. Атласъ бабочекъ Европы и отчасти русско-азіатскихъ владѣній : Съ 72 хромолитографированными таблицами и многими рисунками въ текстѣ / Обработалъ и дополнилъ примѣнительно къ русской фаунѣ Н. А. Холодковскій, профессоръ Императорской военно-медицинской академіи и доцентъ С.-Петербургскаго лѣсного института. — СПб.: Изданіе А. Ф. Девріена (Типографія Императорской Академіи Наукъ), 1897.